# Пузур-ілі
Пузур-ілі — правитель з 4-ї династії Урука.
Згідно з шумерським списком царів, четвертий правитель з 4-ї династії Урука. Попередником був правитель Куда.
Фрагмент, що стосується цього, звучить так:

«Пузур-ілі (з Урука) правив 5 років».